# Radio Imagina
Imagina es una estación radial chilena ubicada en el 88.1 MHz del dial FM en Santiago de Chile, sucesora de la extinta Radio Aurora. Cuenta con una red de 6 emisoras a lo largo de Chile, también transmite para todo el país por el canal 653 (con D-Box) de la cableoperadora VTR y vía Internet en el resto del país y en todo el mundo.

## Historia
Radio Imagina nace el lunes 2 de septiembre de 2002, en parte continuando con la tendencia musical que se encontraba impuesta en dicha frecuencia en Radio Aurora desde los años 1980 e incorporando un repertorio más amplio. Si bien su segmento continúa en la línea de la mujer que escucha baladas románticas, esta vez apunta más al perfil de aquellas féminas "profesionales", curiosas e informadas, de 30 años para arriba.
Su voz institucional es la de Marcelo González Liapiz y sus voces de continuidad en la actualidad son las de Jaime Muñoz Villarroel (voz institucional de su hermana Rock & Pop), Edith de La Rosa, Daniel Maldonado Amaro, Álvaro Rudolphy y Natalia del Campo. Por esta radioemisora pasaron otras voces como Elio Ingala, Edmundo Eguiluz, Katty Kowaleczko, Iván Núñez y Fernanda Hansen.
La parrilla diaria de Imagina abarca programación musical romántica y del recuerdo, tanto en español como en inglés, junto con microespacios informativos, de datos y tendencias.
Imagina heredó de su antecesora Aurora, sus frecuencias de Arica a Punta Arenas. Sin embargo, en 2007, se fusionaron Ibero American Radio Chile (IARC) y el Consorcio Radial de Chile (CRC), lo que produjo que algunas de sus frecuencias cambiaran con otras emisoras del grupo además de fusionar contenidos con Bésame Radio, desapareciendo esta última. Sin embargo, en los últimos años, la emisora ha sufrido una significativa disminución en su red de repetidoras a lo largo del país.
El 23 de diciembre de 2016, Radio Imagina llega a Pinto y Chillán a través de la frecuencia 91.5 MHz (ex-ADN Radio Chile).
El 8 de marzo de 2019, Radio Imagina abandona la frecuencia 106.5 MHz de Calama, siendo vendida y reemplazada por Radio Desierto (sin relación con IARC).
El 15 de diciembre de 2019, Radio Imagina abandona la frecuencia 91.5 MHz de Pinto y Chillán, siendo vendida y reemplazada por Radio Interactiva (sin relación con IARC).
El 6 de febrero de 2020, Radio Imagina abandona la frecuencia 104.1 MHz de Los Ángeles, siendo vendida y reemplazada por Radio Corporación (sin relación con IARC).
El 24 de julio de 2020, Radio Imagina abandona la frecuencia 90.7 de Punta Arenas, siendo vendida a Dabar Comunicaciones Ltda. (CCINT) y reemplazada por Inicia Radio (sin relación con IARC).
El 3 de agosto de 2020, Radio Imagina abandona la frecuencia 92.3 MHz de Osorno, siendo reemplazada por su emisora hermana ADN Radio Chile y al mismo tiempo, la emisora abandona la frecuencia 92.9 MHz de Constitución, siendo vendida a Dabar Comunicaciones Ltda. (CCINT) y reemplazada por Inicia Radio (sin relación con IARC).
El 4 de noviembre de 2021, Radio Imagina abandona la frecuencia 106.1 MHz de Valdivia, siendo adquirida por la Pontificia Universidad Católica de Chile y reemplazada por Radio Beethoven (sin relación con IARC).
El 5 de enero de 2023, Radio Imagina abandona la frecuencia 90.3 MHz del Gran Valparaíso, siendo reemplazada por su emisora hermana Radioactiva.
El 15 de marzo de 2024, Radio Imagina abandona la frecuencia 106.3 MHz de La Serena y Coquimbo, siendo adquirida por la Pontificia Universidad Católica de Chile y reemplazada por Radio Beethoven (sin relación con IARC).

## Voces institucionales
- 2002-2007: Elio Ingala
- 2002-2007: Edmundo Eguiluz Oliva
- 2008-presente: Marcelo González Liapiz

## Eslóganes
- 2002-2004: Imagina, es mejor
- 2004-2006: Imagina, más música de la que imaginas
- 2006-2007: Imagina, abre tu imaginación
- 2008-presente: Imagina, lo mejor de tu vida

## Antiguas frecuencias
- 96.3 MHz (Iquique); hoy Radio Concierto.
- 104.7 MHz (Calama); hoy FM Dos y 106.5 MHz; hoy Radio Desierto, sin relación con IARC.
- 91.5 MHz (Antofagasta); hoy Corazón FM y 105.1 MHz; hoy Los 40.
- 102.5 MHz (Copiapó); hoy Radio Concierto.
- 92.9 MHz (La Serena/Coquimbo); hoy Radio Universo y 106.3 MHz; hoy Radio Beethoven, ambas sin relación con IARC.
- 104.1 MHz (Ovalle); hoy FM Dos en el 104.3 MHz.
- 91.1 MHz (Quintero); hoy Radio Somos en el Gran Valparaíso, no tiene relación con IARC.
- 100.5 MHz (Gran Valparaíso); hoy Corazón FM y 90.3 MHz; hoy Radioactiva.
- 96.9 MHz (San Felipe/Los Andes); hoy ADN Radio Chile.
- 103.7 MHz (Rancagua), hoy ADN Radio Chile.
- 102.7 MHz (Rengo); hoy Radio Corporación, no tiene relación con IARC.
- 90.1 MHz (Constitución); hoy ADN Radio Chile y 92.9 MHz hoy Inicia Radio, no tiene relación con IARC.
- 91.5 MHz (Chillán); hoy Radio Interactiva, no tiene relación con IARC y 96.3 MHz; hoy FM Dos.
- 104.1 MHz (Los Ángeles); hoy Radio Corporación no tiene relación con IARC y 106.7 MHz; hoy Radio la Sabrosita , no tiene relación con IARC.
- 97.9 MHz (Temuco); hoy Radio Armonía, no tiene relación con IARC.
- 98.5 MHz (Valdivia); hoy Positiva FM, 107.5 MHz; hoy Radioemisoras Emaús y 106.1 MHz hoy Radio Beethoven, todas sin relación con IARC.
- 92.3 MHz (Osorno); hoy ADN Radio Chile.
- 88.7 MHz (Puerto Montt); trasladada por ley de radios comunitarias y 103.1 MHz; hoy Radio Armonía, no tiene relación con IARC.
- 89.5 MHz (Coyhaique); hoy Inicia Radio, no tiene relación con IARC.
- 92.7 MHz (Punta Arenas); hoy Radio Concierto y 90.7 MHz; hoy Inicia Radio, no tiene relación con IARC.[4]